# تحلل غير متجانس
تحلل غير متجانس أو تحلل لا متجانس أو انْحِلالٌ غَيرَوِيّ أو تحلل خارجی في الكيمياء، هو تفكك رابطة كيميائية لجزئي متعادل، وينتج عن ذلك كاتيون وأنيون. وعلى هذا فإن الإلكترونين الموجودين في الرابطة ينتقلا إلى نفس الجزء.
ويطلق على الطاقة المستخدمة في هذه العملية طاقة تفكك رابطة. كما أن انقسام الرابطة بطريقة متماثلة أيضا وارد في عملية تسمى تكسر متماثل. ويتطلب فصل زوج الإلكترونات طاقة إضافية في التكسر غير المتماثل، ويفيد استخدام مذيب مؤين على تقليل هذه الطاقة.